# B90 (核爆弾)
B90はアメリカ合衆国が開発していた核爆弾。1980年代後半に開発が行われたが、1991年に開発中止となった。
アメリカ海軍向けの核兵器であり、B57核爆弾の更新用として、航空機搭載向けに開発されていた。地上標的攻撃のみならず、核爆雷としても使用可能なものであった。そのため、信管も空中爆発、触発、遅延爆発のほか水圧にも対応したものの採用を予定していた。B90の大きさは直径13.3インチ、長さ118インチで重量は780ポンドである。核出力は最大200キロトンを計画していた。
冷戦の終結に伴い、1991年9月に他の核兵器開発計画であるW89およびW91核弾頭、AGM-131 SRAM IIおよびSRAM-T空対地ミサイルの開発中止と同時にB90の開発も中止された。B90は試作も含めて、一発も製造されていない。